# Андрогін (гей-бар)
50°26′50″ пн. ш. 30°25′54″ сх. д. / 50.44722° пн. ш. 30.4318° сх. д.
Андрогін (грец. άνδρας — чоловік і γυνή — жінка) — один з перших та найбільших гей-барів (клубів) України, який знаходиться в місті Києві.

## Історія

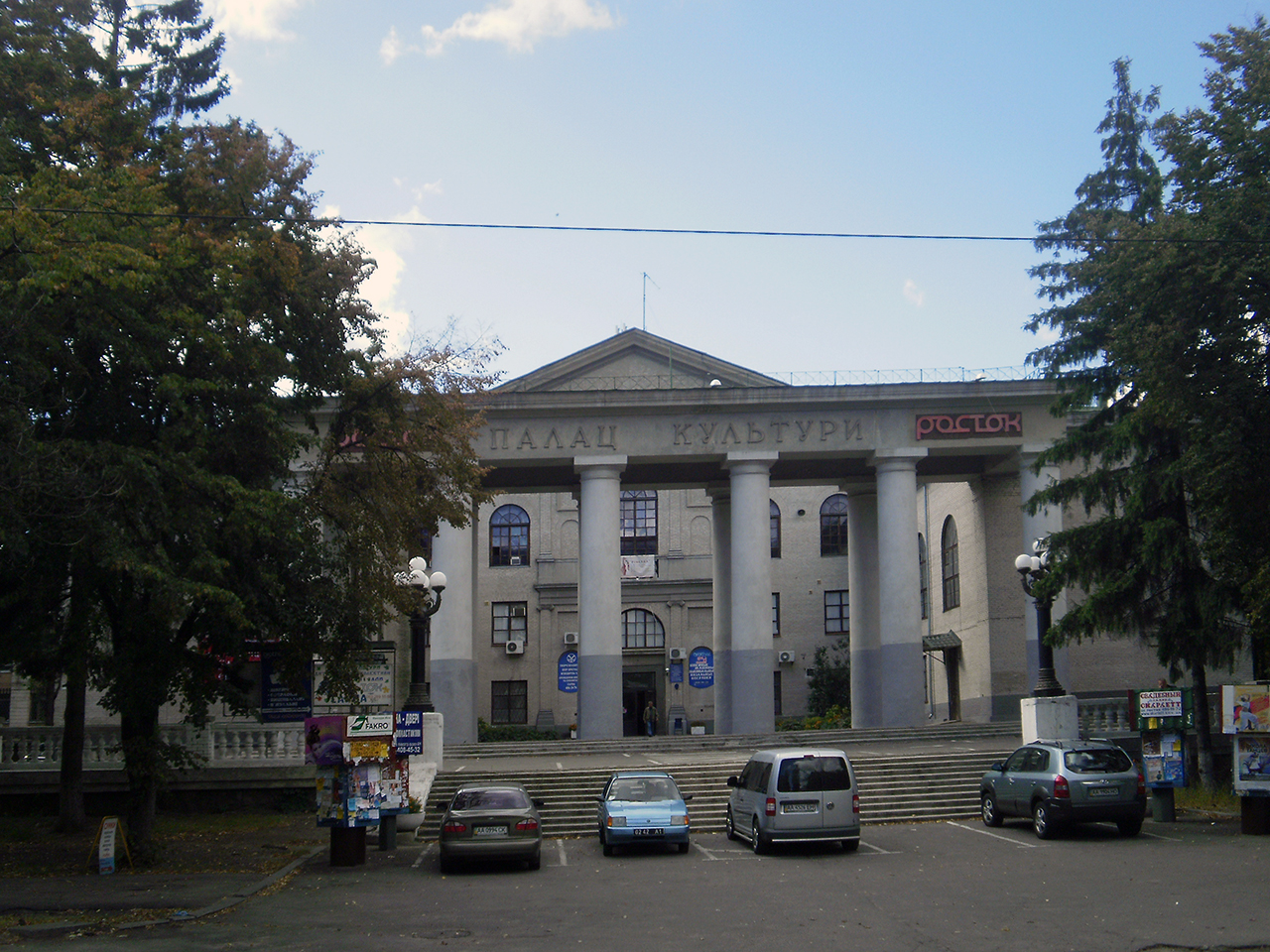
Палац культури «Росток», вересень 2011 року

В грудні 2002 року в ПК «Росток» запрацював диско-бар, який отримав назву «Big Boy Club», а ще перед тим — у 1998—2000 роках там був клуб «Бродяча собака» (рос. «Бродячая собака»), який заснував Ігор Тищенко.
У січні 2004 року клуб був перейменований на «Андрогін». ТзОВ «Андрогін» було зареєстровано 27 січня 2003 року, директором став Кармазін Олександр Вікторович, який купив під клуб окреме приміщення (м. Київ, Гарматна вул., 26/2).
З 2006 року клуб стає популярним закладом серед ЛГБТ-спільноти. З 2012 року скорочує назву клубу, залишаючи тільки першу частину слова — Andro.

## Теперішній час
Артдиректорами клубу були: у 2004—2005 рр. Діва Монро (Федяєв Олександр Петрович з м. Феодосія, клуб «Клітка», 1998—1999 рр., клуб «Андрогін», тепер клуб «Арена»), згодом Айседора Вулкан (Бакликов Сергій Михайлович, киянин, у 2005—2007 рр. артдиректор клубу «Андрогін», згодом перейшов як арт-менеджер у «Помаду»), актриса Світлана Махничева (у 2009—2012 рр.).
Артменеджером клубу був також шоумен Олег Пономарьов.
Резидент даного клубу — травесті-артист Айседора Вулкан (Бакликов Сергій Михайлович), відома українська зірка вечірок та світських раутів, у 2007 р. зважився на камінг-аут.
Починаючи з 2011 р., з огляду на закриття клубу «Кібер» сюди перейшов працювати травест-артист Тьотя Ірен (Ігор Кириленко, колишній артдиректор гей-клубу «М-Клуб» та гей-клубу «Кібер»), а також продюсовані ним травесті-артисти: Роксі Карамель (Роман Шевченко, у 2000—2005 рр. — резидент гей-клубу «Совок», з 2005 р. — клубу «Андрогін»), та Номі Мелоун або Номі Чечетов (Володимир Горецький). Кириленко очолив травесті-шоу «Андрогін», паралельно очолював також Київський театр двійників.

Говорячи про даний клуб, травесті-артист Тьотя Шер (Микита Черняєв) зауважив: 
|   | В клубе, где устраиваются гей-вечеринки, есть зеркальная стена. Все знают, что в этом месте за столиками собирается довольно денежная публика. Ее представители приходят на вечеринку, чтобы найти себе мальчика на ночь или завязать с кем-то длительные отношения. Они сидят, попивают напитки, а подают знать о своих видах на кого-то из мальчиков чаще всего через официантов. Как правило, заказывают для понравившегося молодого человека бокал хорошего пива или коктейль, редко — бутылку шампанского. Те же, кто пришел „сняться“, тусуются у барной стойки. Очень многие геи, чтобы показать себя, танцуют. Правда, можно протанцевать весь вечер и уйти ни с чем… |
| — | |

Говорячи про лесбійок з даного клубу, травесті-артист Тьотя Шер (Микита Черняєв) зауважив:
|  | Да, молоденькие девочки могут поиграть в лесбиянок, но потом они с удовольствием занимаются сексом с мужчинами, выходят замуж, рожают детей. Активные лесбиянки — это, как правило, женщины лет 35-40 и старше. У них тоже в клубах есть свои места. Очень интересные особенности можно отметить в одежде активных лесбиянок, которых условно можно разделить на три категории. Но как бы эти женщины ни одевались, все знают, что у них очень много денег. Поэтому девочки, которые приходят в клуб специально для того, чтобы их сняли активные лесбиянки, стараются быть заметными. Они обычно выглядят, как проститутки из голливудских фильмов — яркий макияж, масса бижутерии, парики и шиньоны, короткие юбки. Ведут себя вызывающе, пьют хорошие напитки. Даже если у девочки нет ни копейки, она заказывает в баре в долг, но опуститься до дешевого пива не имеет права. Иначе ее просто никто не снимет. |

Адміністратором клубу була Олена Олейник-Гончарова.
Клуб було закрито у 2014 році.

## Знаменитості в клубі
Нерідко клуб відвідували та давали концертні номери відомі українські та російські співаки, такі як-от: Гайтана, Ірина Білик, Сергій Звєрєв та ін.